# Collège Libermann

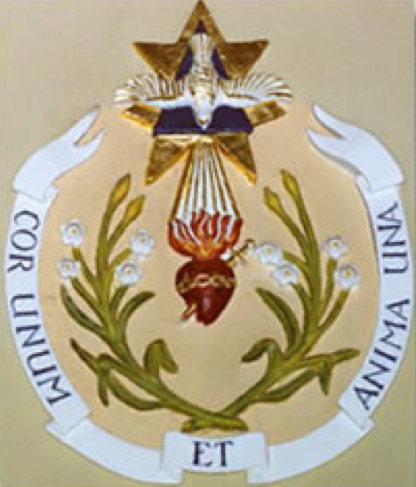
Armoiries de la Congrégation du Saint-Esprit et du Saint-Cœur de Marie.

Le collège Libermann est un établissement scolaire catholique d'enseignement secondaire sis à Douala, au Cameroun. Fondé en 1952 par les pères spiritains, il est confié aux pères jésuites en 1957, qui en ont toujours la direction. Collège mixte, il compte 1837 élèves (en 2012), à proportion légèrement supérieure de filles (978) sur le nombre de garçons (859). 

## Histoire

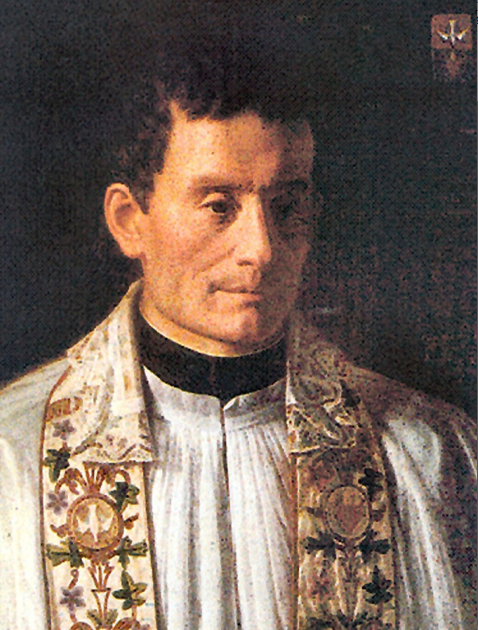
Vénérable François Libermann.

Pierre Bonneau, premier évêque de Douala fonde une école pour garçons en 1952 et la confie à ses confrères, les missionnaires de la Congrégation du Saint-Esprit. Il porte le nom de François Libermann, fondateur de la congrégation du Saint-Esprit et le père Gabriel Boulanger en est le premier directeur. L'école ouvre ses portes, à Douala avec 19 élèves, tous garçons. 
Le second cycle est initié en 1956. En 1957 Mgr Bonneau confie l'école aux pères jésuites. Les premiers diplômés sortent du collège en 1960 avec 100 % de succès en lettres, et 46 % de succès en sciences. Avec l'arrivée du premier directeur jésuite africain, Meinrad Hebga, le collège devient mixte (1968) : les premières filles sont admises au second cycle.
Le développement est rapide, dans une ville, Douala, qui devient la capitale économique du Cameroun. À partir de 2001 le nombre de filles dépasse celui des garçons. 

## Aujourd'hui
En 2012, le collège compte 1837 élèves, dont 53 % sont des filles. Huit pères jésuites y enseignent, qui sont assistés de 32 professeurs permanents et 32 temporaires
. le collège s'inspire du modèle de pédagogie jésuite, adaptée à un milieu pluriculturel et religieux. La formation se veut intégrale : outre l'aspect académique les élèves sont sensibilisés aux valeurs religieuses et culturelles. Des cours sont donnés dans différentes langues du pays : Douala, Bassa, Go'mala et Ewondo. Des activités sociales (comme la visite de prisonniers et l'enseignement dans des orphelinats) sont encouragées. 

Avec le taux de réussite au baccalauréat le plus élevé du Cameroun, le collège Libermann est classé en tête du palmarès des établissements scolaires établi par l'office du baccalauréat du Cameroun,,, meilleur établissement du Cameroun avec des 100 % de taux de réussite aux examens.

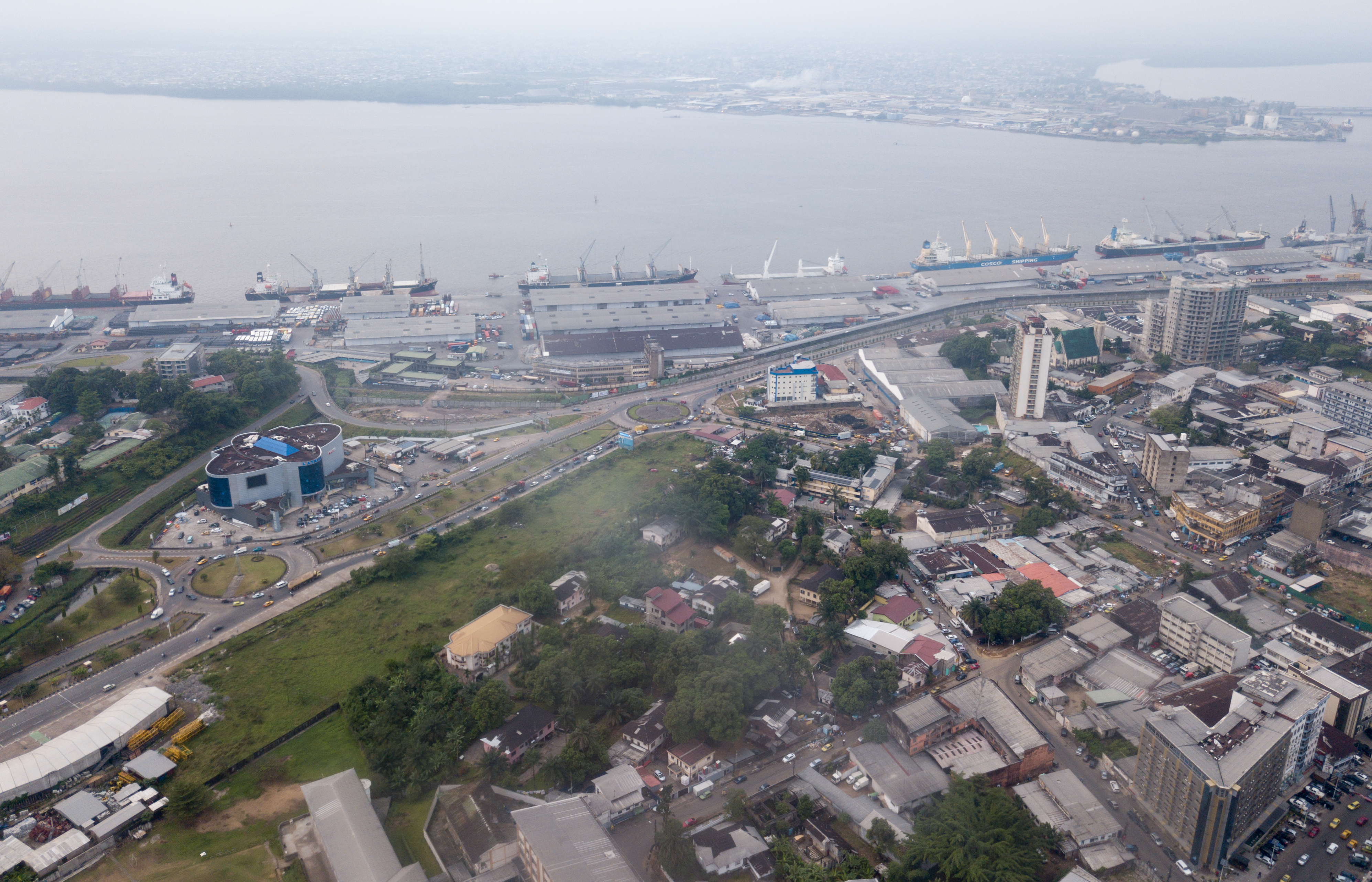
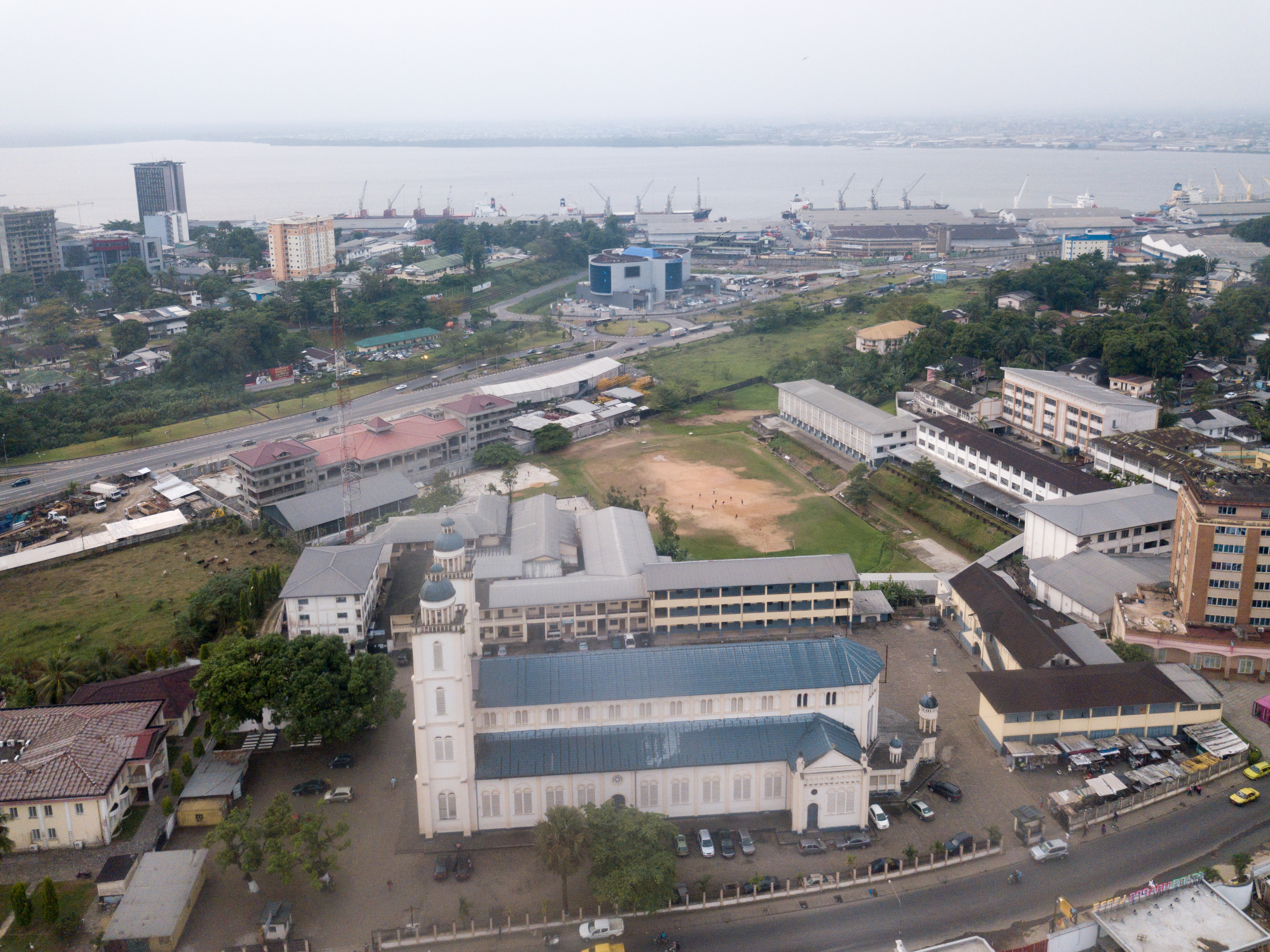
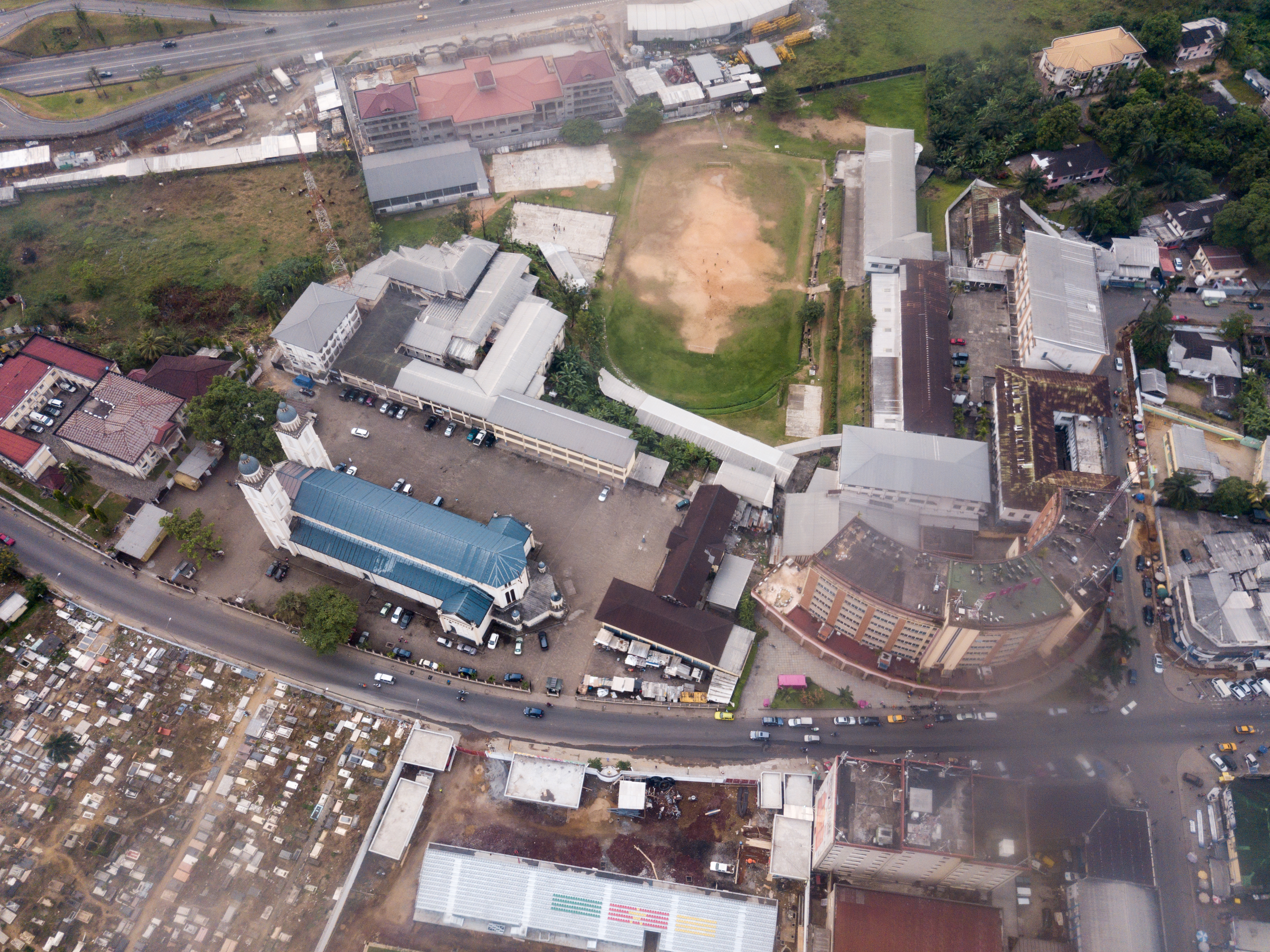
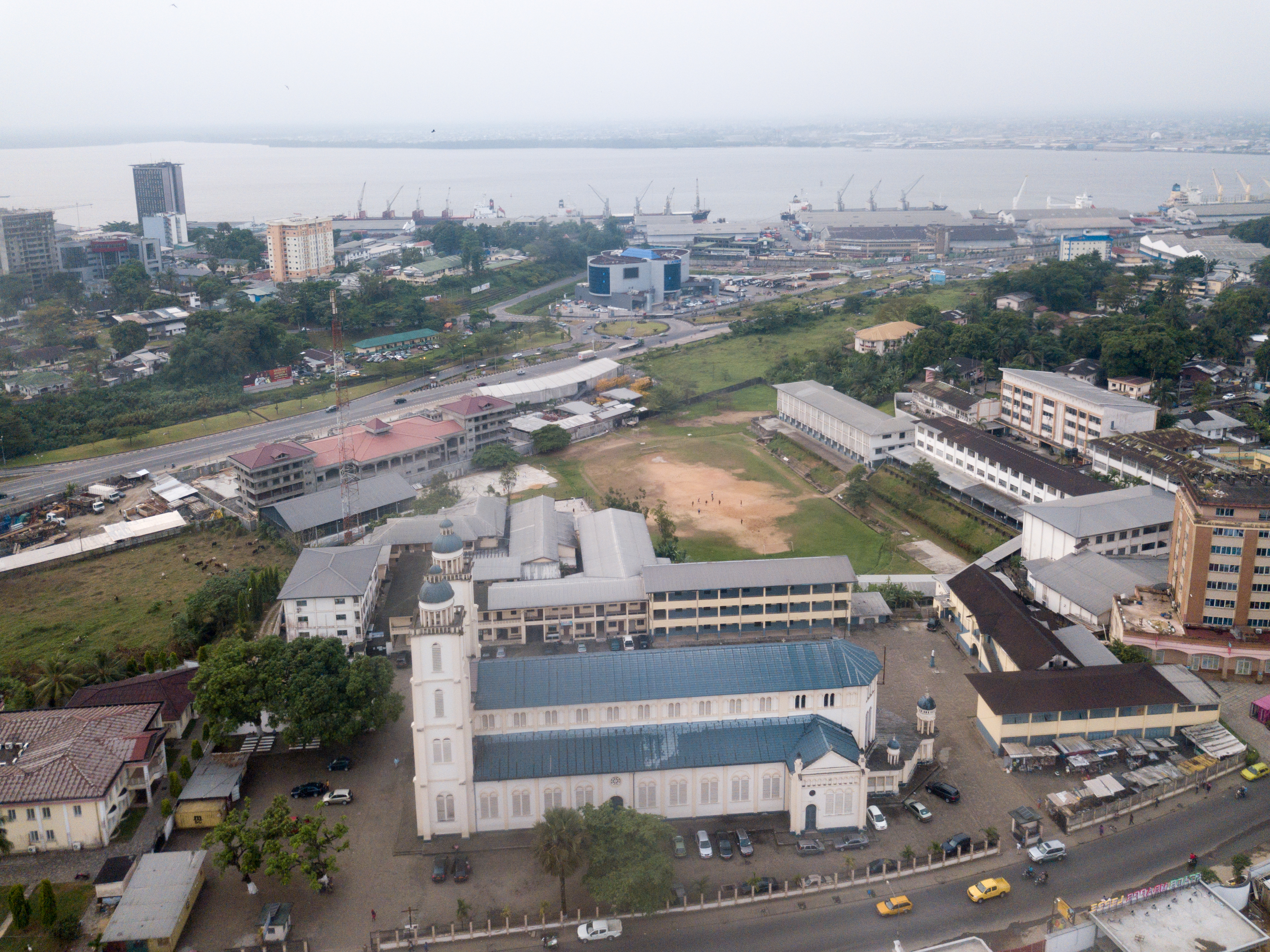